# ممدوح بشارات
 ممدوح بشارات شخصية أردنية من مشاهير مدينة عمّان، يعتبر مصدر غني من المعلومات عن التغيرات التي شهدتها عمّان خلال الأربعة عقود الماضية. ممدوح أصبح ناشطاً مدافعاً عن المدينة قبل أن يكن هذا توجه مألوف. يستقبل ممدوح، أو الدوق كما يحب أن يُلقب، السياح في منزله بجبل الجوفة أو في ديوانه في وسط البلد (ديوان الدوق) والذي هو عبارة عن متحف صغير لحياة المدينة، والذي يعود بناؤه إلى عام 1924.